# بيتر وروزماري غرانت
باربرا روزماري غرانت، وبيتر رايموند غرانت الحاصلان على زمالة الجمعية الملكية في لندن، وزمالة الجمعية الملكية في كندا، هما زوجان بريطانيان وعالما أحياء تطورية في جامعة برينستون، ويشغلان حاليًا منصب أستاذ فخري. اشتهرا بدراستهم عصافير داروين على جزيرة دافني -إحدى جزر غالاباغوس. كان العالمان يمضيان ستة أشهر من كل عام -منذ عام 1973- في التقاط ووسم طيور هذه الجزيرة وأخذ عينات دموية منها. إذ عملا على إظهار إمكانية رؤيتنا للاصطفاء الطبيعي خلال فترة حياة واحدة، أو حتى خلال بضع سنوات. اعتقد تشارلز داروين أساسًا أنّ الاصطفاء الطبيعي عملية طويلة. مع ذلك، أظهر هذان العالمان أنّ التغيرات في التجمعات الأحيائية يمكن أن تحدث بسرعة كبيرة.
حصلا في عام 1994على جائزة ليدي من أكاديمية العلوم الطبيعية في فيلادلفيا، كما كانا موضوع كتاب «منقار البرقش: قصة تطور في عصرنا» لجوناثان فاينر، الذي حصل في عام 1995 على جائزة بوليتزر عن الفئة العامة غير الخيالية.
تلقيا في عام 2003 جائزة لوي وألدن ميلر للأبحاث، وفازا بجائزة بلزان لعلم الأحياء المجموعي في عام 2005. ويذكر اقتباس جائزة بلزان:
كلا العالمان حاصلان على زمالة الجمعية الملكية في لندن؛ بيتر في عام 1987، وروزماري في عام 2007. تلقى العالمان ميدالية داروين والاس في عام 2008، إذ كانا من بين الأشخاص الثلاثة عشر الذين تلقوا الميدالية التي تمنحها الجمعية اللينيانية اللندنية كل خمسين عامًا. حصلا في عام 2009 على جائزة كيوتو السنوية في العلوم الأساسية، وهي جائزة دولية تُكرِّم الإسهامات الهامة في التحسين العلمي والثقافي والروحي للبشرية. كذلك حصلا في عام 2017 على الميدالية الملكية في علم الأحياء لأبحاثهم حول النظام البيئي والتطور الخاص بعصافير داروين على جزر غالاباغوس، التي تُظهِر أنّ الاصطفاء الطبيعي يحدث بشكل متكرر، وأنّ التطور سريع نتيجةً لهذا.

## سنواتهم المبكرة
كان كل من روزماري وبيتر مفتونين بالعالم من حولهم والحيوانات التي تعيش في بيئاتهم منذ أن كانوا أطفالًا. ساعد فضولهم في جعلهم علماءً. ولدت باربرا روزماري غرانت عام 1936في أرنسايد- إنجلترا. نشأت متمتعةً بالتنوع في محيطها؛ جمعت مستحاثات نباتية وقارنتها بأشكال الحياة الحية المشابهة، وفي عمر 12 عام، قرأت «أصل الأنواع» لداروين. وبخلاف ما أخبرها به معلمو المدرسة، قصدت روزماري الجامعة للحصول على شهادة. تخرجت من جامعة إدنبرة، وحصلت على درجة علمية في علم الحيوان في عام 1960. وفي العام اللاحق درست علم الوراثة على يد كونراد هال وادينغتون، ثم وضعت أطروحة لدراسة مجموعات الأسماك المعزولة. عُلِّقَ هذا المشروع عند قبولها تدريس البيولوجيا في جامعة كولومبيا البريطانية، حيث التقت بيتر غرانت.
وُلِد بيتر رايموند غرانت عام 1936 في لندن، لكنه انتقل إلى الريف الإنجليزي لتجنب القصف خلال الحرب العالمية الثانية. التحق بمدرسة على حدود سري وهامبشير، حيث جمع الحشرات ودرس الزهور. دخل جامعة كامبريدج، لينتقل بعدها إلى فانكوفر في كولومبيا البريطانية- كندا، حيث بدأ العمل على درجة الدكتوراه في علم الحيوان في جامعة كولومبيا البريطانية. قابل روزماري بعد أيام قليلة من بدء بحثه، ليتزوجوا بعد ذلك بعام.

## التعليم والمسير المهني

### بيتر غرانت
- بكالوريوس (مع مرتبة الشرف) من جامعة كامبريدج عام1960.
- دكتوراه من جامعة كولومبيا البريطانية عام 1964
- زمالة ما بعد الدكتوراه لدى جامعة ييل في الأعوام 1964-1965.
- أستاذ مساعد في جامعة مكغيل في الأعوام 1965-1968.
- أستاذ مشارك في جامعة مكغيل في الأعوام 1968-1973.
- أستاذ في جامعة مكغيل في الأعوام 1973-1977.
- أستاذ في جامعة ميشيغان في الأعوام 1977-1985.
- أستاذ في جامعة برينستون عام 1985.
- أستاذ علم الحيوان دفعة 1877 في جامعة برينستون عام 1989.
- أستاذ فخري في علم الحيوان في جامعة برينستون عام 2008
- أستاذ زائر لدى جامعة أوبسالا ولوند في الأعوام 1981-1985.

### روزماري غرانت
- بكالوريوس (مع مرتبة الشرف) من جامعة إدنبرة عام 1960. [3]
- دكتوراه (البيولوجيا التطورية) من جامعة أوبسالا عام 1985.
- باحث مشارك في جامعة ييل عام 1964.
- باحث مشارك في جامعة مكغيل عام 1973.
- باحث مشارك في جامعة ميشيغان عام 1977.
- باحث ومحاضر في جامعة برينستون عام 1985.
- باحث أقدم برتبة أستاذ في جامعة برينستون عام 1997.
- باحث أقدم برتبة أستاذ فخري في جامعة برينستون عام 2008.

## أبحاثهما
درس بيتر غرانت -للحصول على درجة الدكتوراه- العلاقة بين علم البيئة والتطور وكيفية ترابطها. سافر العالمان إلى جزر تريس مارياس قبالة السواحل المكسيكية لإجراء دراسات ميدانية على الطيور التي كانت تقطن الجزيرة. وقارنوا اختلافات طول المنقار إلى حجم الجسم لدى المجموعات التي تعيش في الجزر مع تلك التي تعيش على البر الرئيسي المجاور. ووجدوا من بين الطيور المدروسة: عدم وجود تباين كبير لدى أحد عشر نوع؛ أربع أنواع كانوا أقل تباينًا في الجزر؛ ونوع واحد أكثر تباينًا. وفي المتوسط، امتلكت طيور الجزر منقارًا أكبر. نسب العالمان هذه الاختلافات إلى الأطعمة المتاحة، وما كان متاحًا يعتمد على المنافسين. تشير المناقير الأكبر إلى مجال أوسع من الأطعمة الموجودة في البيئة.
قبل بيتر غرانت في عام 1965 منصبه في جامعة مكغيل في مونتريال، حيث ابتكر طريقة لاختبار فرضية المنافسة لمعرفة ما إذا كانت لا تزال تعمل اليوم كما في الماضي. أُجرِيَ هذا البحث على فئران المراعي وفئران الغابات. نظرت الدراسة في القدرة التنافسية بين مجموعات القوارض وبين أنواع القوارض. وفي مقالته «التنافس ضمن النوعي بين القوارض»، خلص بيتر إلى أنّ تنافس المساحة شائع لدى العديد من أنواع القوارض، وليس فقط بين الأنواع التي دُرِسَت بالتفصيل. وبحسب غرانت، يوجد العديد من الأسباب لارتفاع المنافسة: التكاثر، الموارد، مقدار المساحة، وغزو الأنواع الأخرى.
كانت جزيرة دافني –إحدى جزر غالاباغوس- مكانًا مثاليًا لإجراء التجارب ولدراسة التغيرات ضمن الطيور، فقد كانت الجزيرة معزولة وغير مأهولة، وأية تغييرات كانت ستحدث للأرض والبيئة ستكون بسبب قوى طبيعية دون التأثير البشري. قدّمت الجزيرة أفضل بيئة لدراسة الاصطفاء الطبيعي؛ حيث تحولت مواسم الأمطار الغزيرة إلى مواسم جفاف ممتد، وجلبت هذه التغيرات البيئية معها تغيرًا في أنواع الأطعمة المتاحة للطيور. وهذا ما درسه العالمان لعقود قليلة لاحقة من حياتهم.
توجه العالمان في عام 1973 نحو ما اعتقدوا أنه سيكون دراسة لمدة عامين في جزيرة دافني ميجور، حيث سيدرسون التطور ويحددون في النهاية ما الذي يدفع إلى تكوين أنواع جديدة. يوجد 13 نوع من البراقش تعيش على الجزيرة؛ خمسة منها براقش شجرية، نوع مغرد، نوع نباتي، وستة أنواع أرضية. توفّر هذه الطيور طريقة رائعة لدراسة التشعّب التكيفي؛ تُحدّد مناقيرها نوع النظام الغذائي المتناول، الذي بدوره يعكس نوع الطعام المتاح، وبشكل عام، من السهل صيد هذه العصافير، كما تعتبر حيوانًا جيدًا للدراسة. قام العالمان بوسم وتصنيف وقياس الطيور المدروسة، كما قاموا بأخذ عينات من دمها. استمرت الدراسة منذ ذلك الوقت، وحتى عام 2012.